# Goldstone-Bericht

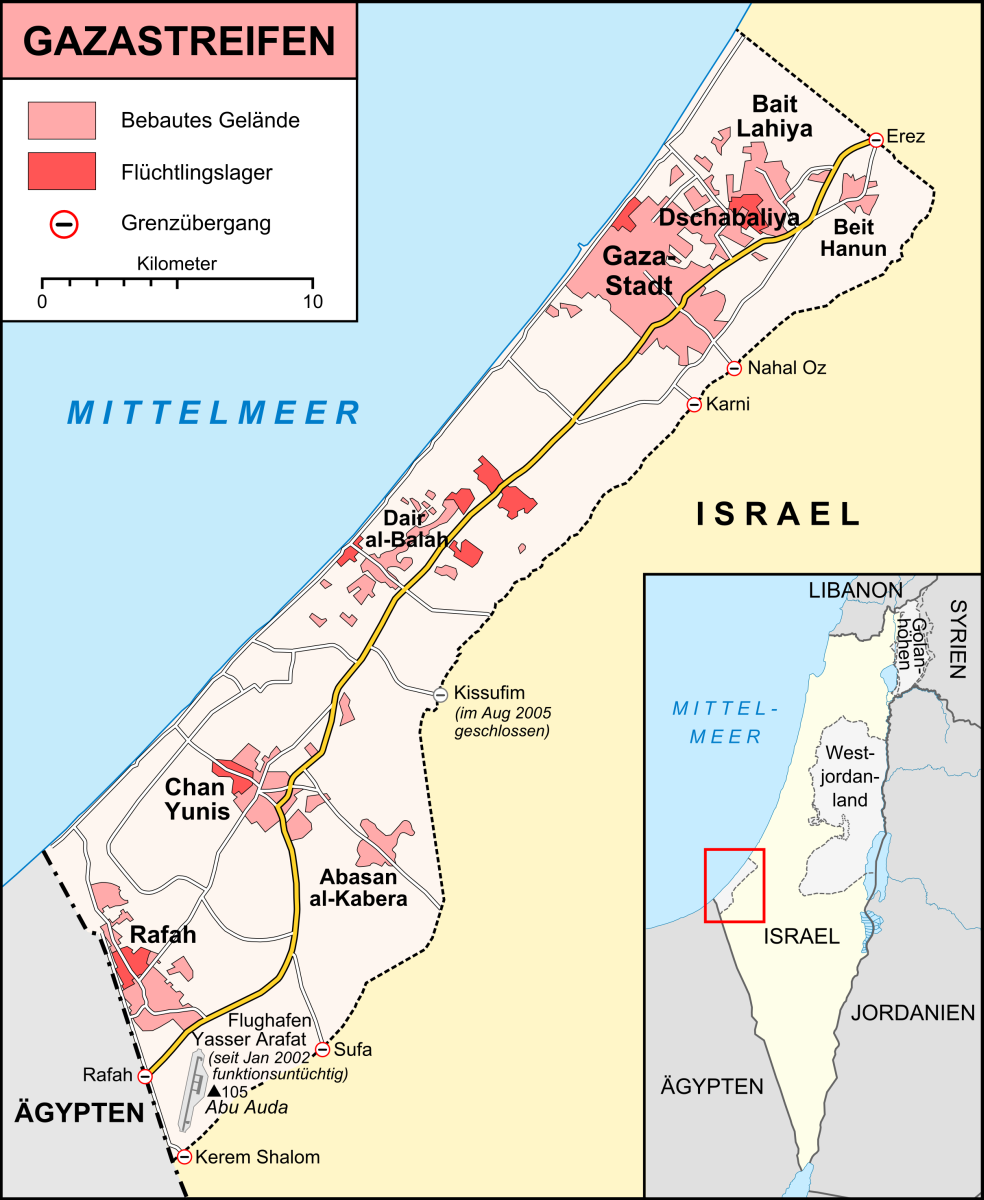
Der Gaza-Streifen

Der Goldstone-Bericht fasst die Ergebnisse einer Untersuchung über den Gazakrieg von 2008/09 zusammen. Er wurde im Auftrag des UN-Menschenrechtsrates von der United Nations Fact Finding Mission on the Gaza Conflict unter Federführung des südafrikanischen Richters Richard Goldstone verfasst. Der Bericht wurde von der Kommission am 15. September 2009 veröffentlicht, die darin die Ansicht vertrat, dass während des Gazakriegs sowohl bewaffnete palästinensische Gruppen als auch die israelischen Streitkräfte gegen das Kriegsvölkerrecht verstoßen hatten. Zudem legte sie nahe, dass es auch zu Verbrechen gegen die Menschlichkeit gekommen sein könnte, und verurteilte Verstöße beider Seiten.
Israel verweigerte im Vorfeld die Zusammenarbeit mit der Kommission, da diese einen einseitigen Auftrag seitens des UN-Menschenrechtsrates erhalten hätte, welcher wiederum in der Vergangenheit wiederholt speziell Israel kritisiert und palästinensisches Fehlverhalten ignoriert habe. Auch von Teilen der deutschen Presse sowie dem Menschenrechtsbeauftragten der deutschen Bundesregierung Günter Nooke wurde die einseitige Parteinahme des Rates für die palästinensische Seite in der Vergangenheit mehrfach kritisiert. Die Ergebnisse des Goldstone-Berichts wurden sowohl von der israelischen Regierung als auch von Seiten der Hamas abgelehnt. Die Resolution, die der Menschenrechtsrat auf Basis des Berichts anfertigte, wurde auch von Richard Goldstone selbst kritisiert, da in diesem jede kritische Äußerung zum Verhalten der Hamas im Konflikt fehlt.

## Hintergrund

### Gazakrieg
→ Hauptartikel: Operation Gegossenes Blei
Als es 2008 zu einem massiven Beschuss israelischer Ortschaften aus dem von Israel und Ägypten gänzlich abgeriegelten Gaza-Streifen kam, erklärte Israel am 27. Dezember 2008 der Hamas den Krieg. Zuvor gab es seit dem 19. Juni einen Waffenstillstand, während dessen die Hamas den Raketenbeschuss aus Gaza auf 20 Abschüsse bis zum 3. November reduziert hatte, bevor Israel in einer Aktion am 4. November sechs Hamas-Mitglieder tötete. Die israelischen Streitkräfte begründeten diese Aktion mit der Abwendung von Gefahren, die nach ihrer Darstellung von einem geplanten weiteren Tunnelbau ausgingen. Darauf nahm die Gewalt wieder zu. Ein Angebot der Hamas zur Erneuerung des existierenden Waffenstillstandes wurde von Israel abgelehnt. Dies mündete am 18. Dezember 2008 in der offiziellen Auflösung des vorhandenen Waffenstillstandes durch die Hamas und dem erwähnten massiven Beschuss.

Während der Operation Gegossenes Blei bombardierte zunächst die israelische Luftwaffe den Gaza-Streifen, bevor in einer zweiten Phase Panzer in den Gaza-Streifen einrückten, wobei Israel das Ziel angab, mutmaßliche Hamas-Hochburgen auszuschalten und die Organisation zu schwächen zu wollen. Die offiziellen Kampfhandlungen dauerten vom 27. Dezember bis zum 18. Januar des Folgejahres. Dabei wurden neben mehreren ranghohen Hamas-Mitgliedern auch zahlreiche palästinensische Zivilisten getötet.

### Einsetzung der Goldstone-Kommission

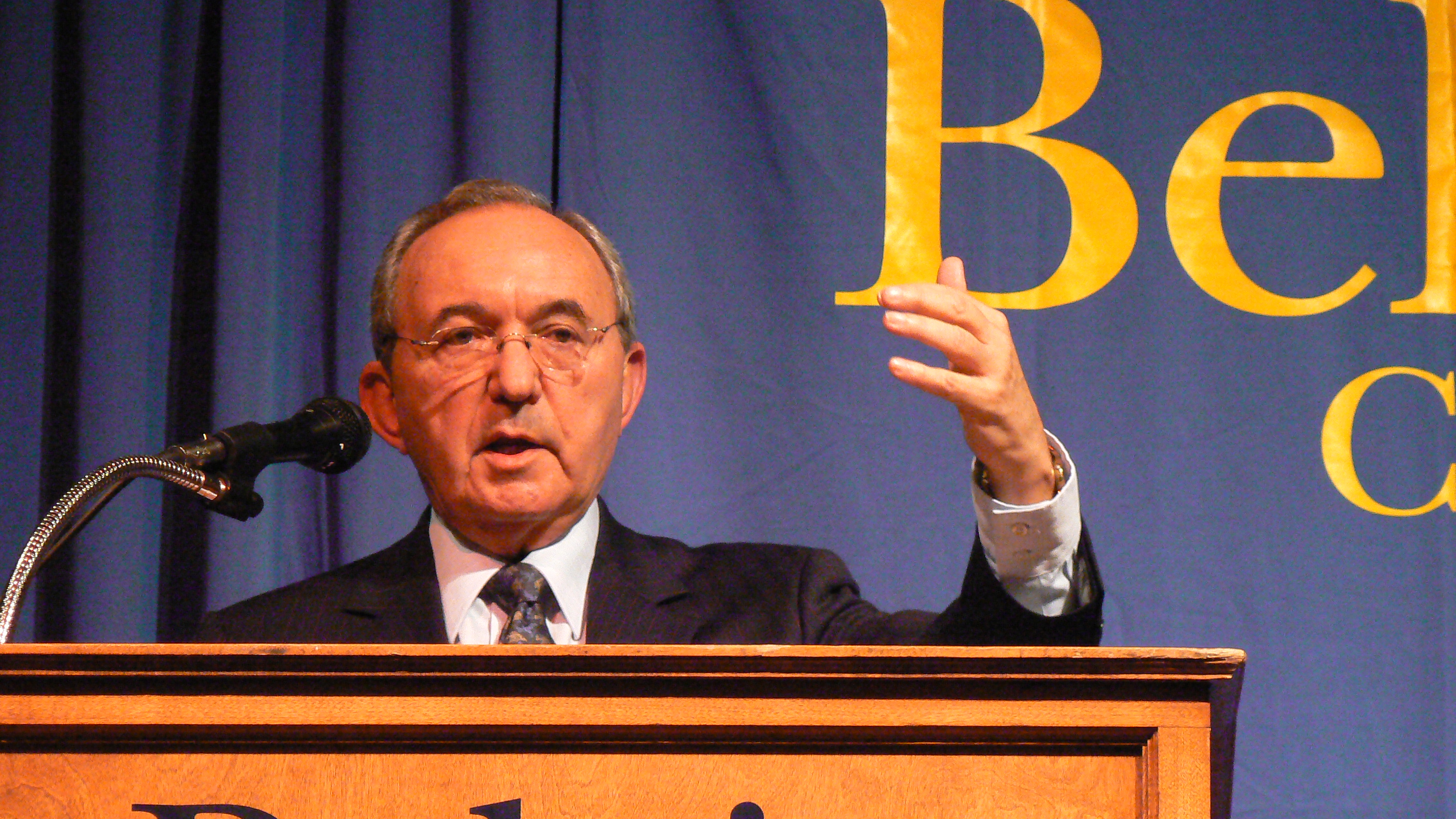
Richard Goldstone (2007), der Leiter der Untersuchungskommission

Am 3. April 2009 setzte der UN-Menschenrechtsrat die United Nations Fact Finding Mission on the Gaza Conflict (deutsch Untersuchungskommission der Vereinten Nationen für den Gaza-Konflikt) ein. Die Leitung übernahm Richard Goldstone, ehemaliger Richter am südafrikanischen Verfassungsgericht sowie an den Internationalen Strafgerichtshöfen für das ehemalige Jugoslawien und Ruanda. Daneben gehörten der Kommission auch Christine Chinkin, Hina Jilani und Desmond Travers an. Aufgabe der Kommission war es, etwaige Verstöße gegen das Menschen- oder das Kriegsvölkerrecht während des Gazakriegs zu untersuchen und festzuhalten.

## Inhalt
Der Bericht beruht auf 188 Interviews mit Augenzeugen sowie der Sichtung von 300 Berichten, 1200 Fotos und 30 Videos. Es werden 36 Fälle aufgelistet, die nach Ansicht der Verfasser ein Muster hinsichtlich des Vorgehens der israelischen Streitkräfte erkennen lassen. Ihnen wird vorgeworfen, bestimmte Waffen und Munition kriegsvölkerrechtswidrig eingesetzt, gezielt auch nichtmilitärische Ziele angegriffen und den Tod von palästinensischen Zivilisten in Kauf genommen zu haben. Die Untersuchungen ergaben, dass in bestimmten Fällen menschliche Schutzschilde eingesetzt sowie Krankenhäuser und Lebensmittel-Fabriken angegriffen wurden. Des Weiteren wird den Streitkräften vorgeworfen, auf Zivilisten geschossen zu haben, die weiße Fahnen trugen. Laut der Kommission zielte die israelische Militär-Offensive auf die Bewohner von Gaza, um die Bevölkerung als Ganzes zu „bestrafen“. Israel müsse den Palästinensern, die Verluste oder Beschädigungen aufgrund von rechtswidrigen Aktionen des israelischen Militärs erlitten haben, Entschädigung zahlen. Die Blockade des Gazastreifens wird darüber hinaus als „kollektive Bestrafung“ verurteilt, die dazu diene, die Küstenregion zu isolieren. Der Hamas wiederum wird zur Last gelegt, Raketenangriffe auf israelische Zivilisten und zivile Ziele ausgeführt zu haben. Bezüglich der Raketenangriffe wirft der Bericht Israel vor, seine arabischen Bürger nicht in der gleichen Weise wie seine jüdischen beschützt zu haben. Nach Angaben des Berichts starben bei der israelischen Offensive ungefähr 1400 Palästinenser, darunter hauptsächlich Zivilisten, und 13 Israelis (zehn Soldaten und drei Zivilisten).

## Resolutionen
Der UN-Menschenrechtsrat nahm am 16. Oktober 2009 mit einer Mehrheit von 25 seiner 47 Mitglieder eine israelkritische Resolution zum Goldstone-Bericht an. Israel wird darin wegen des Gazakrieges verurteilt und dem Land wird mangelnde Kooperation vorgeworfen. Richard Goldstone kritisierte diese Resolution. Das fünfseitige Papier mache ihn „traurig“, da es „nur Anschuldigungen gegen Israel“ enthalte. Die Hamas werde dagegen nicht erwähnt. In einem Interview räumte Goldstone außerdem ein, dass der Bericht vor einem Gericht trotz übereinstimmender Zeugenaussagen keine Beweiskraft habe. Die palästinensische Seite begrüßte dagegen das Votum des Menschenrechtsrates.
Am 15. November 2009 stimmte die Generalversammlung der Vereinten Nationen einer Annahme des Goldstone-Berichtes zu. 114 Mitgliedsstaaten unterstützen eine von den arabischen und blockfreien Staaten eingebrachte Resolution, in der sowohl Israel als auch die Palästinenser aufgefordert wurden, innerhalb von 3 Monaten mögliche Menschenrechtsverletzungen während des Gazakrieges zu untersuchen. Die Vollversammlung empfahl Generalsekretär Ban Ki-moon, den Goldstone-Bericht dem UN-Sicherheitsrat zur Abstimmung vorzulegen. 18 Staaten, darunter Deutschland und die USA, lehnten den Bericht als „einseitig und fehlerhaft“ ab. 44 Staaten enthielten sich, darunter 15 Staaten der Europäischen Union und Russland, das eine Behandlung des Berichtes im Sicherheitsrat für unangemessen hielt. Danach wurde von deutscher Seite versucht, eine den Bericht ablehnende Entscheidung des Sicherheitsrats mit einem von Israel verfügten Siedlungsstopp zu verknüpfen, um die Wiederaufnahme von Friedensgesprächen im Nahostkonflikt zu fördern, aber der Sicherheitsrat lehnte die Behandlung des Goldstone-Berichts ab.

## Weitere Entwicklung
Infolge des Berichtes wurden 400 Ermittlungen in Israel durchgeführt, bei welchen es zu zwei Verurteilungen kam. Die Hamas ermittelte in keinem Falle.
In einem Artikel der Washington Post vom 1. April 2011 stellte Goldstone seinen Bericht teilweise in Frage. Er erklärte, dass sein Bericht anders ausgefallen wäre, wenn er damals schon das gewusst hätte, was er heute wüsste (If I had known then what I know now, the Goldstone Report would have been a different document.). Die israelische Seite hätte aber daran Mitschuld, denn man habe ihm nicht die erforderlichen Informationen gegeben. Goldstone nahm zum einen die Behauptung zurück, die israelischen Streitkräfte hätten absichtlich Zivilisten getötet, und revidierte die Aussage, dass nur eine Minderheit der getöteten Palästinenser zu den Kombattanten gezählt habe. Vielmehr seien es hauptsächlich Mitglieder der Hamas und anderer terroristischer Organisationen gewesen. Laut Goldstone habe Israel von seinem Recht auf Selbstverteidigung Gebrauch gemacht.
Die drei Mitautoren des Goldstone-Berichts Hina Jilani, Christine Chinkin und Desmond Travers distanzierten sich scharf von der Neubewertung der Vorfälle durch Goldstone. Sie urteilen, dass sich an den Ergebnissen des Berichtes nichts verändert habe, und vermuteten in Goldstones Neubewertung das Ergebnis von politischem Druck.